# Amerikai istenek
Az Amerikai istenek (eredeti cím: American Gods) Neil Gaiman angol író regénye. Hugo-, Nebula-, Locus- és Bram Stoker-díjat nyert. Nem sokkal a megjelenése után az Év könyvének választotta többek között a Washington Post, a San Francisco Chronicle, a Denver Post és az Amazon.com is.
Rossz vidék ez az isteneknek

## Cselekmény
Árnyék, vagyis Mike Ainsell (az eredetiben: „Shadow”) hároméves börtönbüntetését letöltve szabadul. A kilátásai kellemesek, a felesége szép és hazavárja, a barátja edzőtermében munkát kaphat. Azonban felesége, Laura és Mike legjobb barátja pár nappal a szabadulása előtt autóbalesetben meghalnak. Árnyék elindul a temetésre, de útközben találkozik egy különös idegennel, aki magát Szerdának (Wednesday) nevezi. Felbérli Árnyékot, aki Szerda úr kíséretében egy ijesztő és hallucinogén utazásra indul keresztül Amerikán. Megkísérti halott felesége szelleme, aki csak az első a megjelenő rendhagyó lények közül. Szerda ugyanis nem más, mint maga Odin, aki magához hasonlóan a feledés homályába hullt isteneket (mint Csernobog) verbuvál egy eljövendő túlvilági csatára, aminek tétje a régi és az új istenek (Internet, televízió, hitelkártya) sorsa és Amerika lelke.
A könyv útiregény (pikareszk), nyomasztó hangulatát az Amerikai Egyesült Államok út menti látványosságai biztosítják: benzinkutak, motelek, gyorsbüfék, időnként a fantázia szülte helyszínek. Ebben a közegben élnek a bevándorlók által „importált” viking, orosz, egyiptomi istenek. Klasszikus gondolat, hogy az istenek hatalma a híveik számával arányos, erre épít Gaiman, mikor lecsúszott egzisztenciaként mutatja többségüket (egyetlen kivétellel). Anubisz temetkezési vállalatot üzemeltet, Baszt prostituált lett, más benzinkutas, taxisofőr, kinek mi vágott a profiljába mitológiai hátterének megfelelően. Velük szemben az újak inkább egy maffiaszövetségre emlékeztetnek, elegáns kocsikkal járnak, modernek és szigorúan hierarchikusak.
Árnyékra további kellemetlen igazságok várnak, felesége és a saját valódi lényének megismerése során. Ki volt valójában az apja és miért választotta őt Szerda a küldetése beteljesítéséhez?

## Utalások
- A Sziklára Épült Ház a valóságban is létezik „The House On the Rock” néven, itt állították ki más érdekességek mellett a világ legnagyobb körhintáját, mely a regényben is szerepel.[1]
- Az Amerikai istenek írása során Gaiman tanulmányokat végzett az ősi európai istenek között is. Egy, az index.hu-n megjelent interjúban elmondja, hogy nagyon érdekelte a keresztény hódítás előtti idők magyar istene, ezért vette bele a könyvébe.[2]

## Feldolgozások
A Dark Horse képregénykiadó képregénysorozatként dolgozza fel a könyvet, valamint a Starz televíziós csatorna 2017-ben tévésorozatot készített a regény alapján, amelynek készítése során Gaiman vezető produceri feladatokat látott el. 

## Fordítások
- Amerykańscy bogowie (lengyel), ISBN 83-89004-10-0
- Zei Americani (román), ISBN 973-733-070-6
- Elim Amerikaim (héber)
- American Gods (olasz), ISBN 88-04-52083-3
- Deuses Americanos (portugál)
- Američtí bohové (cseh), ISBN 80-85911-98-1
- Unohdetut jumalat ("Forgotten Gods") (finn), ISBN 951-1-18055-X
- American Gods (spanyol), ISBN 84-8431-627-0
- Američki Bogovi (horvát), ISBN 953-220-126-2
- Американские боги (orosz), ISBN 5-17-019844-2
- Amerikos Dievai (litván), ISBN 9986-97-101-2
- Amerikai istenek

### Magyarul
- fordította: Juhász Viktor, versfordítás: Körmendi Ágnes; Szeged, Szukits, 2003 ISBN 9639441538
- fordította: Juhász Viktor, versfordítás: Körmendi Ágnes; bővített kiadás; Agave Könyvek, Budapest, 2013 ISBN 978-615-5049-70-5
- Amerikai istenek; ford. Juhász Viktor, versford. Körmendi Ágnes; Agave Könyvek, Bp., 2022